# Wereldspelen 2017
Wereldspelen 2017 was de tiende editie van de Wereldspelen. Deze editie vond van 20 juli tot en met 30 juli 2017 plaats in Wrocław, Polen. Op de Wereldspelen worden sporten beoefend die niet tijdens de Olympische Spelen aan bod komen.
Aan de Wereldspelen nemen 3168 atleten uit 102 landen deel aan 31 sporten. Het aantal atleten en deelnemende landen was gestegen in vergelijking met de Wereldspelen van 2013. In 2013 namen 98 landen met 2870 atleten deel aan de Wereldspelen van dat jaar. 
70 atleten uit België en 82 uit Nederland werden naar de Wereldspelen gestuurd.

## Sporten
Er stonden 27 officiële sporten en 4 demonstratiesporten op het programma van de 10e Wereldspelen. Onder andere waren dit:
- Inline-skaten
- Korfbal

## Medailles

### België
| Sport           | Naam                                                                   | Discipline                     | Medaille |
| --------------- | ---------------------------------------------------------------------- | ------------------------------ | -------- |
| Jiujitsu        | Amal Amjahid                                                           | Open                           | Goud     |
| Jiujitsu        | Amal Amjahid                                                           | Ne-Waza (55kg)                 | Goud     |
| Zwemmend redden | Aurelie Romanini Stefanie Lindekens Sofie Boogaerts Bieke Vandenabeele | 4x25 manikin relay             | Goud     |
| Skeeleren       | Bart Swings                                                            | 20.000 meter eliminatie        | Goud     |
| Skeeleren       | Sandrine Tas                                                           | 1.000 meter sprint             | Goud     |
| Klimmen         | Anak Verhoeven                                                         | Lead                           | Goud     |
| Acrogym         | Noémie Lammertyn Lore Vanden Berghe                                    | duo                            | Zilver   |
| Jiujitsu        | Wim Deputter                                                           | Ne-Waza (77kg)                 | Zilver   |
| Oriëntatielopen | Yannick Michiels                                                       |                                | Zilver   |
| Petanque        | Nancy Barzin Camille Max                                               | Double                         | Zilver   |
| Skeeleren       | Sandrine Tas                                                           | 20.000 meter eliminatie        | Zilver   |
| Skeeleren       | Sandrine Tas                                                           | 10.000 meter puntenkoers       | Zilver   |
| Skeeleren       | Sandrine Tas                                                           | 10.000 meter punten eliminatie | Zilver   |
| Skeeleren       | Sandrine Tas                                                           | 15.000 meter eliminatie        | Zilver   |
| Skeeleren       | Bart Swings                                                            | 1.000 meter sprint             | Zilver   |
| Acrogym         | Robin Casse Kilian Goffaux                                             | Duo                            | Brons    |
| Jiujitsu        | Florent Minguet                                                        | Ne-Waza (94kg)                 | Brons    |
| Jiujitsu        | Charis Gravensteyn Ian Lodens                                          | Ne-Waza (94,5 -97kg) duo mixed | Brons    |
| Jiujitsu        | Ben Cloostermans Bjarne Lardon                                         | Ne-Waza (96 -94,5kg) duo       | Brons    |
| Korfbal         | Belgisch korfbalteam                                                   |                                | Brons    |
| Skeeleren       | Sandrine Tas                                                           | 300 meter tijdrit              | Brons    |
| Waterskiën      | Olivier Fortamps                                                       | Trick                          | Brons    |
| Waterskiën      | Kate Adriaensen                                                        | Slalom                         | Brons    |